# P. N. Patti
P. N. Patti es una ciudad y nagar Panchayat situada en el distrito de Salem en el estado de Tamil Nadu (India). Su población es de 25133 habitantes (2011). Se encuentra a 38 km de Salem y a 58 km de Erode.

## Demografía
Según el censo de 2011 la población de P. N. Patti era de 25133 habitantes, de los cuales 12843 eran hombres y 12290 eran mujeres. P. N. Patti tiene una tasa media de alfabetización del 76,42%, inferior a la media estatal del 80,09%: la alfabetización masculina es del 83,73%, y la alfabetización femenina del 68,80%.